# Schachbrett (Schmetterling)

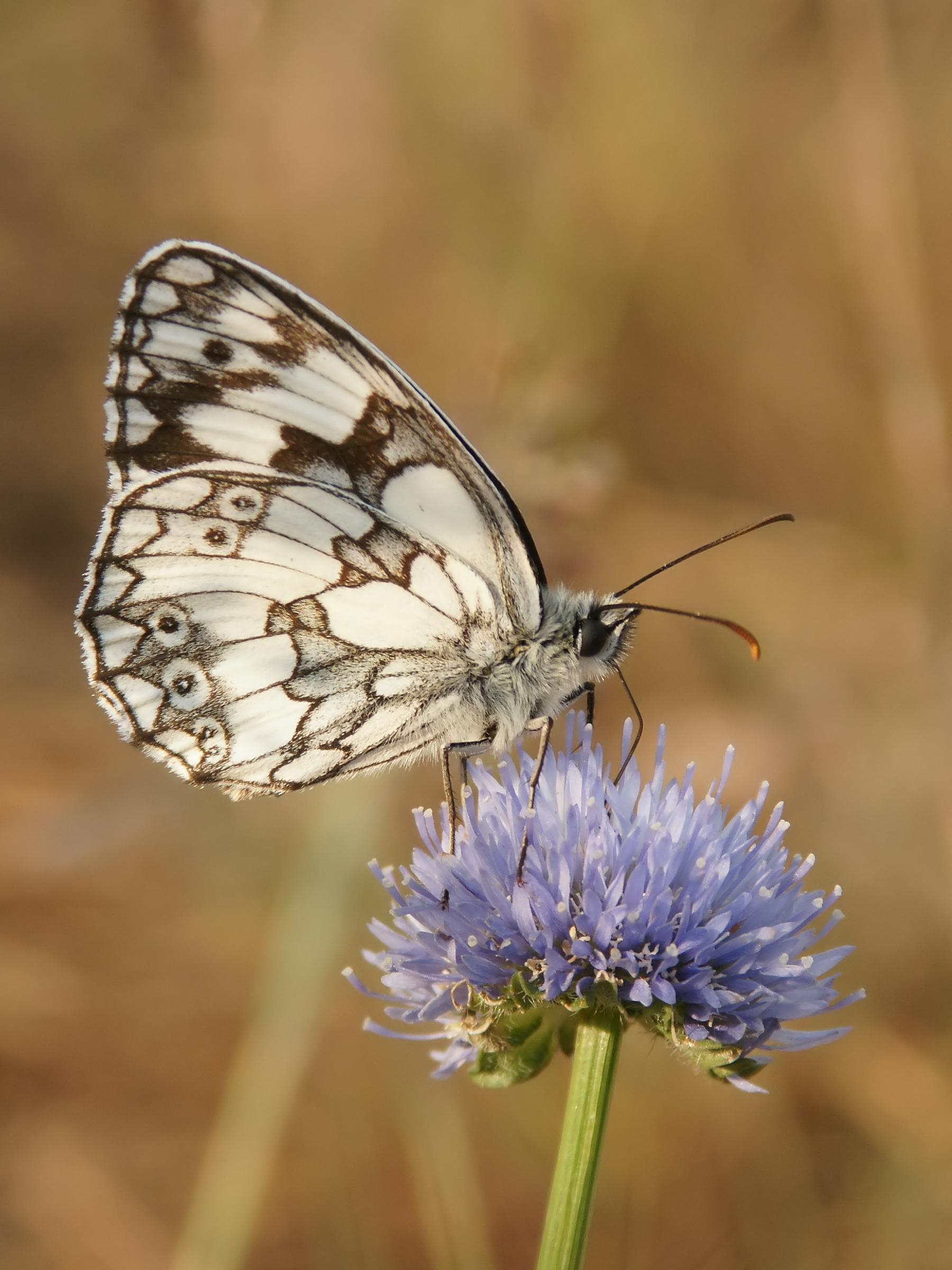
Flügelunterseite eines Männchens

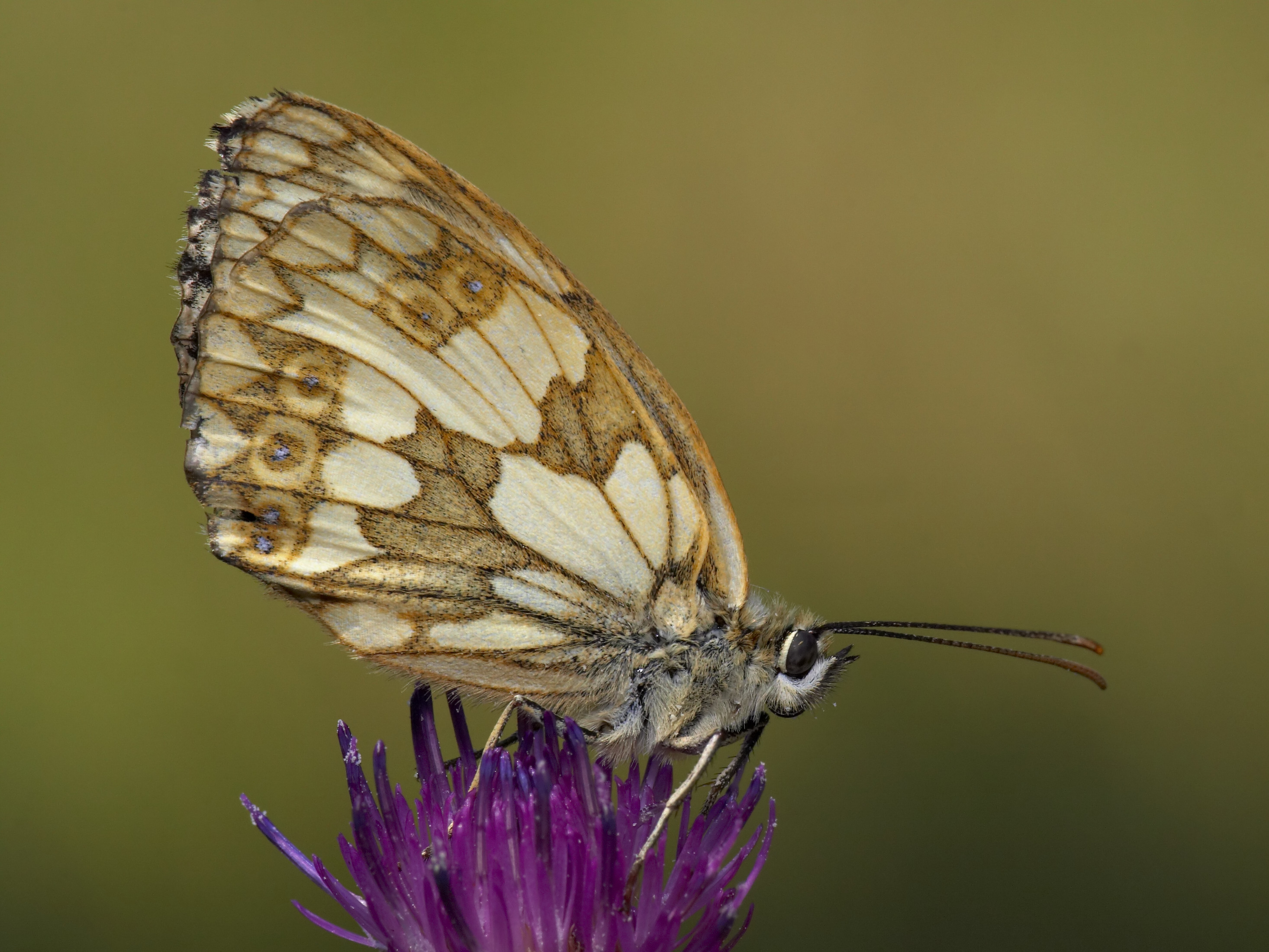
Flügelunterseite eines Weibchens

Das Schachbrett oder auch Damenbrett (Melanargia galathea) ist ein Schmetterling (Tagfalter) aus der Unterfamilie der Augenfalter innerhalb der Familie der Edelfalter (Nymphalidae). Das Artepitheton leitet sich von Galatea, einer Nymphe aus der griechischen Mythologie ab. Das Schachbrett ist eine sehr weit verbreitete und variable Art und bildete eine Anzahl örtlicher Formen aus. Der Falter war Schmetterling des Jahres 2019.

## Merkmale
Die Falter erreichen eine Flügelspannweite von 37 bis 52 Millimetern. Ihre Flügeloberseiten sind schachbrettartig schwarz oder dunkelbraun und weiß gefleckt. Die Flügelunterseiten sind überwiegend weiß bis hellbräunlich gefärbt und haben mehrere graue Flecken, deren Rand etwas dunkler gefärbt ist. In der Postdiskalregion kann man mehrere schwarze, weiß gekernte und breit weiß umrandete Augenflecken erkennen. Die Flügeladerung ist schwarz. Es gibt Exemplare, deren Flügelunterseite fast rein weiß gefärbt ist. Ebenso existieren auch (etwa im Friaul) sehr dunkle Formen.

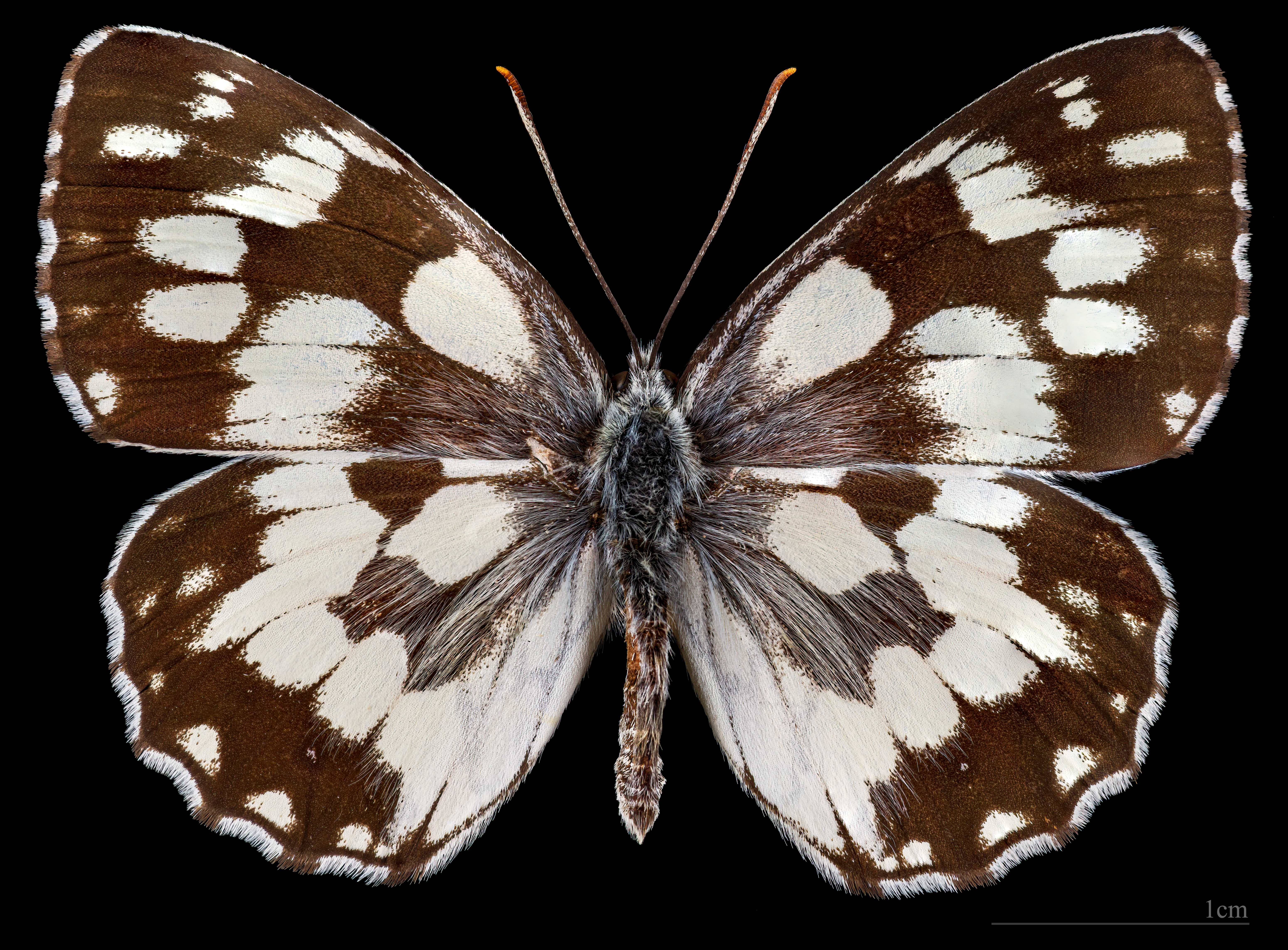
♂
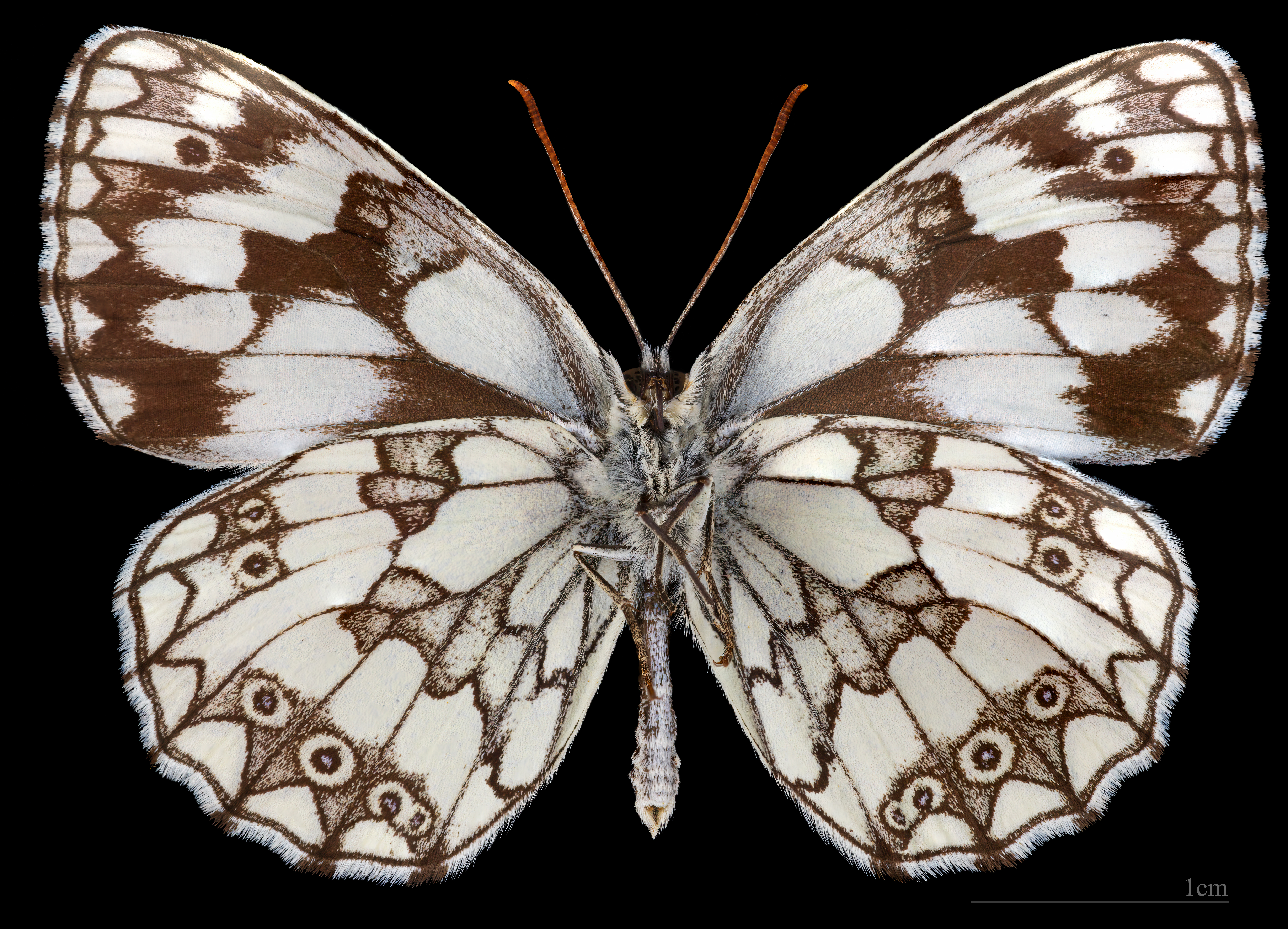
♂ △
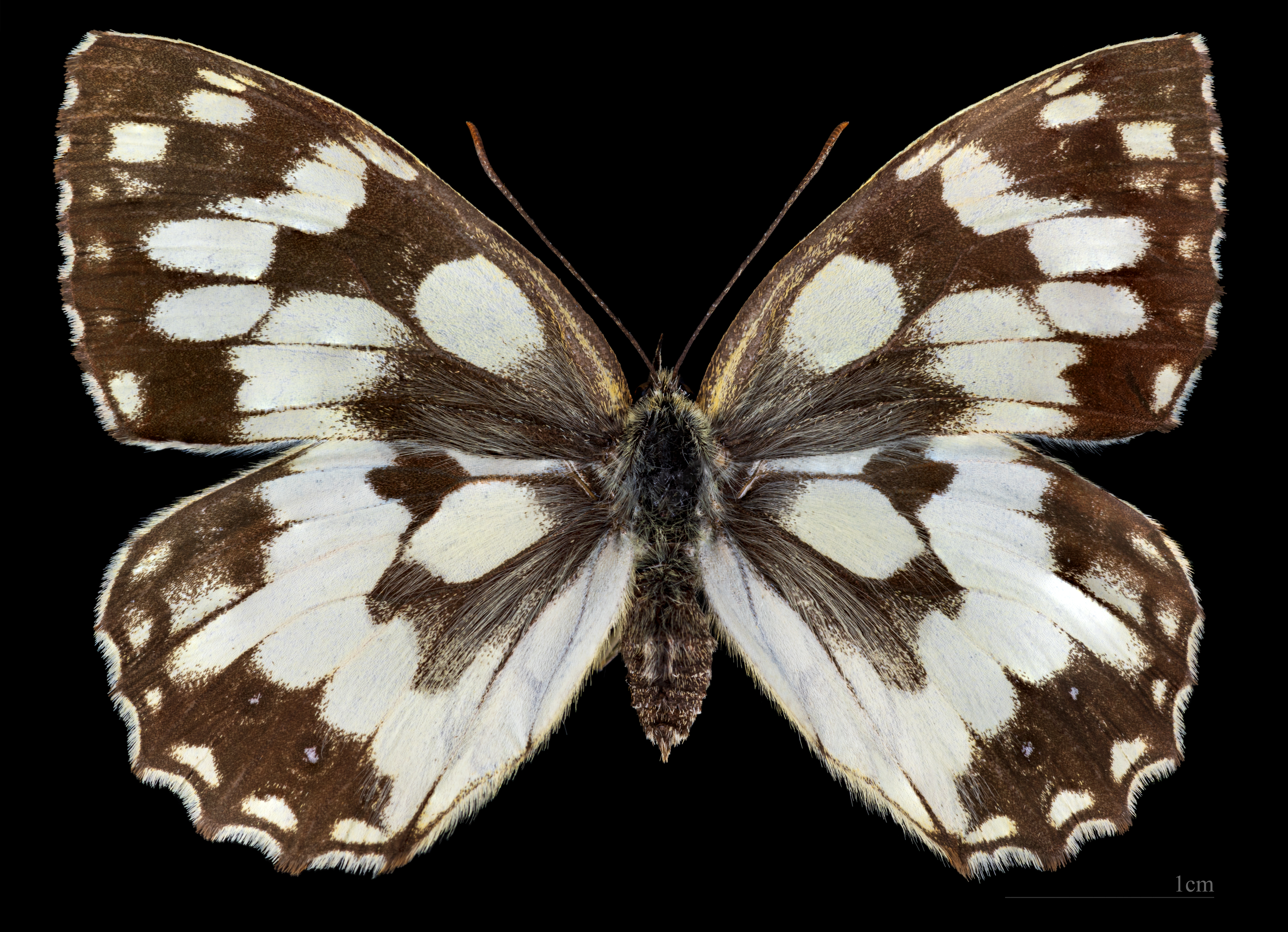
♀
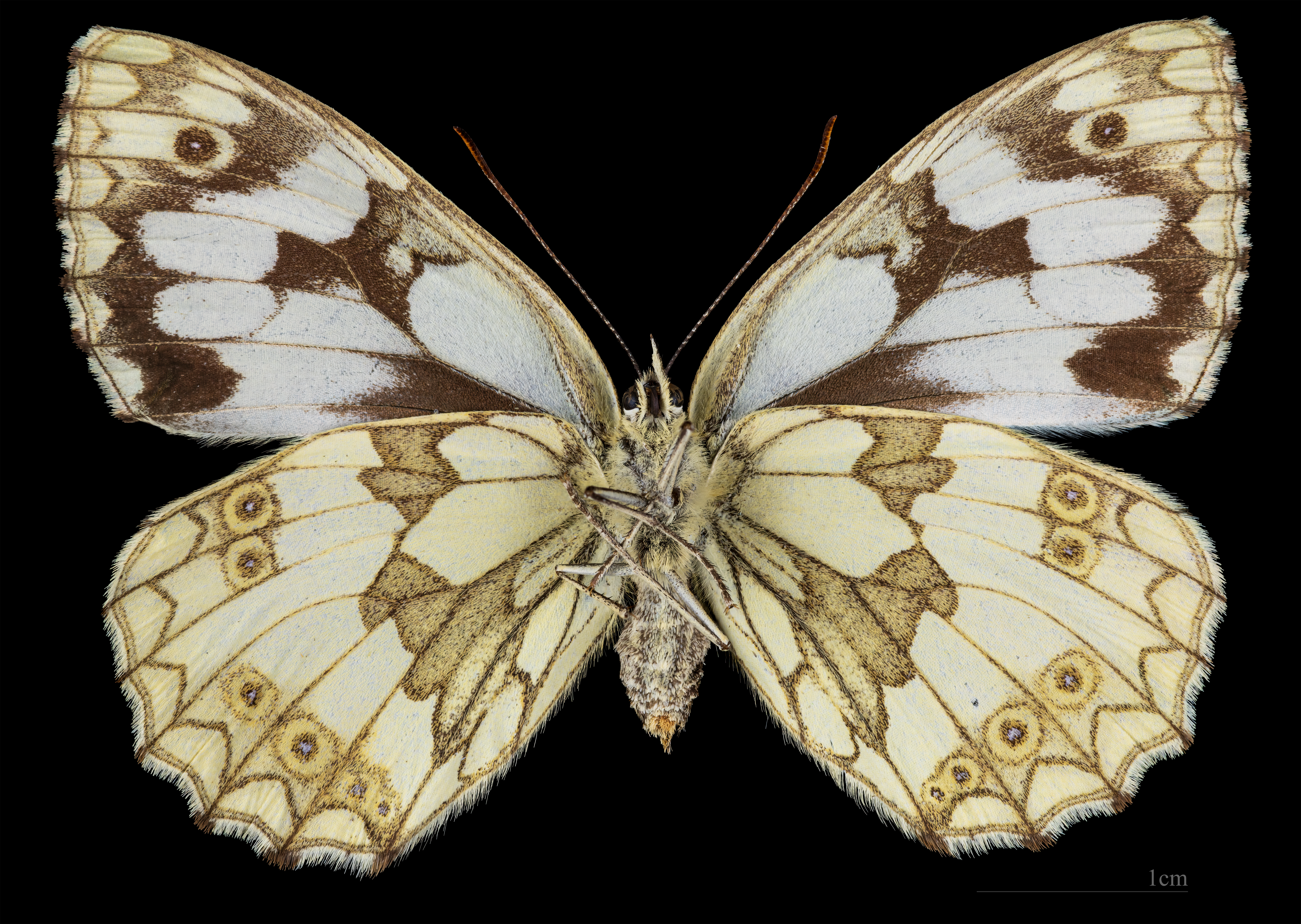
♀ △

Die Raupen werden etwa 28 Millimeter lang und sind entweder grün oder gelb- bis graubraun gefärbt. Ihr Kopf ist aber immer hellbraun. Am Rücken tragen sie eine dunkle Längslinie, an den Seiten einen nach oben hellen, nach unten dunklen Seitenstreifen. Das Hinterleibsende läuft in zwei Zipfeln aus, die auf der Oberseite rötlich gefärbt sind. Der Körper der Tiere ist kurz behaart.

## Vorkommen
Die Tiere kommen vom Norden Spaniens über Mitteleuropa und Italien bis nach Osteuropa vor. Man findet sie auch in Nordafrika. Im Norden reicht das Verbreitungsgebiet bis nach Norddeutschland und in den Süden Englands. Im Südosten fehlt die Art im südlichen Griechenland und ungefähr ab dem asiatischen Teil der Türkei. Die vertikale Verbreitung erstreckt sich von Meeresniveau bis in Höhen von etwa 1.750 Metern. Mancherorts dehnt sich ihr Verbreitungsgebiet aus, es gibt aber auch Gebiete, in denen ihr Vorkommen rückläufig ist. Das Schachbrett ist in Mitteleuropa häufig. In Süddeutschland ist das Schachbrett wesentlich häufiger vertreten als in Mittel- und Westdeutschland. Es lebt in wenig feuchten, grasbewachsenen Gegenden, wie beispielsweise auf Wiesen und Lichtungen und an Straßenrändern und Böschungen, bevorzugt mit kalkigem Boden. Auch Kalkmagerrasen an sonnigen Hängen zählen zu den bevorzugten Lebensräumen.

## Lebensweise
Die Imagines sitzen oft auf Flockenblumen (Centaurea), Skabiosen (Scabiosa), Kratzdisteln (Cirsium) und Ringdisteln (Carduus) und saugen Nektar. Männliche Falter haben keine Beobachtungsposten, sondern fliegen auf der Suche nach frisch geschlüpften Weibchen umher. In der Abenddämmerung sucht M. galathea hohe Gräser auf, um dort kopfüber zu übernachten.

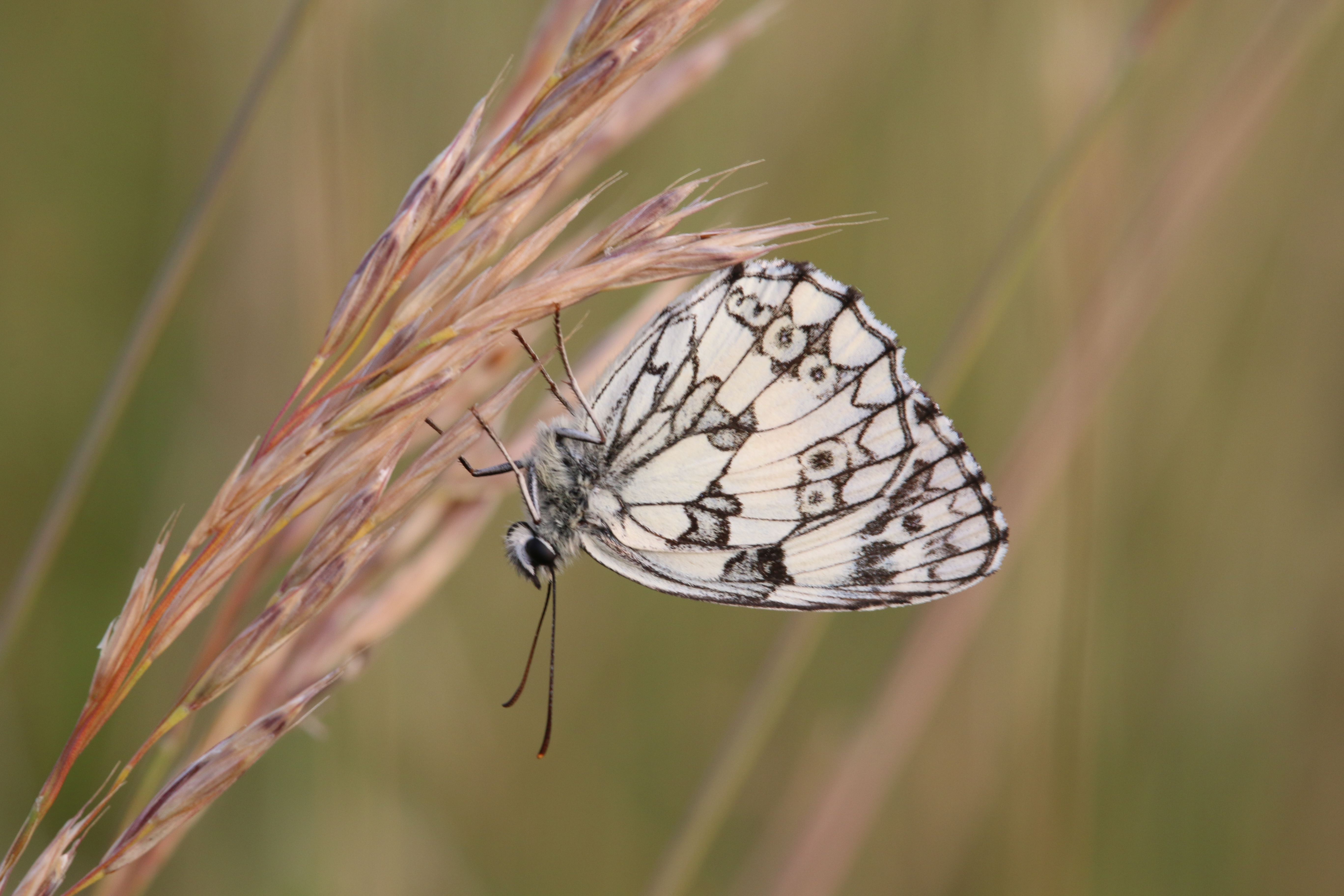
Schachbrettfalter, typische Schlafhaltung

### Flug- und Raupenzeiten
Die Falter fliegen in einer Generation in Abhängigkeit von der Höhenlage und den klimatischen Bedingungen von Anfang Juni bis Ende August. Die Raupen schlüpfen noch im Juli/August und überwintern. Da sie nachtaktiv sind, findet man sie nach der Überwinterung nachts von März bis in den Mai/Juni.

### Nahrung der Raupen
Die Raupen ernähren sich von vielen verschiedenen Gräsern, wie beispielsweise von Fieder-Zwenke (Brachypodium pinnatum), Aufrechter Trespe (Bromus erectus), Wiesen-Rispengras (Poa pratensis), Rotem Straußgras (Agrostis capillaris), Gewöhnlichem Knäuelgras (Dactylis glomerata), Blauem Pfeifengras (Molinia caerulea), Flaumigem Wiesenhafer (Helictotrichon pubescens), Schwingel (Festuca) und Zwenken (Brachypodium).

## Entwicklung
Die Weibchen lassen ihre glatten, weißlichen, runden Eier auf Grashalmen oder anderen Pflanzen sitzend ungezielt auf den Boden fallen. Die Eier sind deutlich größer als die verwandter Arten, da die jungen Raupen mehr Energie benötigen, um nach dem Schlupf ohne Nahrungsaufnahme zu überwintern. Die Raupen sind nachtaktiv und fressen an verschiedenen Gräsern. Sie verpuppen sich in einem lockeren Gespinst auf dem Boden liegend. Die Puppe ist weißlich oder gelblich bis ockerbraun gefärbt.